# Shirley Bassey
Shirley Bassey, DBE (* 8. ledna 1937 Cardiff) je velšská zpěvačka. Svou profesionální kariéru zahájila v roce 1953, kdy zpívala ve varietním představení Memories of Jolson. Své první album nazvané Born to Sing the Blues vydala v roce 1957 na značce Philips Records, následovalo více než třicet dalších alb. Nahrála titulní písně pro tři filmy o Jamesi Bondovi, konkrétně Goldfinger (1964), Diamanty jsou věčné (1971) a Moonraker (1979). V roce 1999 získala Řád britského impéria.